# Collegio di Blackpool South
Blackpool South è un collegio elettorale situato nel Lancashire, nel Nord Ovest dell'Inghilterra, e rappresentato alla Camera dei comuni del Parlamento del Regno Unito. Elegge un membro del parlamento con il sistema first-past-the-post, ossia maggioritario a turno unico; l'attuale parlamentare è Chris Webb, eletto con il Partito Laburista nel 2024 in elezioni suppletive.

## Estensione
- 1945-1950: i ward del County Borough di Blackpool di Marton, Stanley, Victoria e Waterloo e il Municipal Borough di Lytham St Annes.
- 1950-1983: i ward del County Borough di Blackpool di Alexandra, Marton, Stanley, Tyldesley, Victoria e Waterloo.
- 1983-1997: i ward del Borough di Blackpool di Alexandra, Clifton, Foxhall, Hawes Side, Highfield, Marton, Squires Gate, Stanley, Tyldesley, Victoria e Waterloo.
- 1997-2010: i ward del Borough di Blackpool di Alexandra, Brunswick, Clifton, Foxhall, Hawes Side, Highfield, Layton, Marton, Park, Squires Gate, Stanley, Talbot, Tyldesley, Victoria e Waterloo.
- 2010-2024: i ward del Borough di Blackpool di Bloomfield, Brunswick, Clifton, Hawes Side, Highfield, Marton, Squires Gate, Stanley, Talbot, Tyldesley, Victoria e Waterloo.
- dal 2024: i ward del Borough di Blackpool di Bloomfield, Brunswick, Claremont, Clifton, Hawes Side, Highfield, Layton, Marton, Park, Squires Gate, Stanley, Talbot, Tyldesley, Victoria, Warbreck e Waterloo

## Membri del parlamento
| Elezione | Elezione     | Deputato        | Partito      |
| -------- | ------------ | --------------- | ------------ |
|          | 1945         | Roland Robinson | Conservatore |
| 1964     | Peter Blaker |                 | Conservatore |
| 1992     | Nick Hawkins |                 | Conservatore |
|          | 1997         | Gordon Marsden  | Laburista    |
|          | 2019         | Scott Benton    | Conservatore |
|          | 2023         | Scott Benton    | Indipendente |
|          | 2024 (S)     | Chris Webb      | Laburista    |

## Elezioni

### Elezioni negli anni 2020
| Partito                    | Partito                                | Candidato                  | Risultati 4 luglio 2024 | Risultati 4 luglio 2024 |
| Partito                    | Partito                                | Candidato                  | Voti                    | %                       |
| -------------------------- | -------------------------------------- | -------------------------- | ----------------------- | ----------------------- |
|                            | Laburista                              | Chris Webb                 | 16 916                  | 48,08                   |
|                            | Reform UK                              | Mark Butcher               | 10 068                  | 28,62                   |
|                            | Conservatore                           | Zak Farhan Khan            | 5 504                   | 15,65                   |
|                            | Verdi                                  | Ben Thomas                 | 1 207                   | 3,43                    |
|                            | Lib Dem                                | Andrew Cregan              | 1 041                   | 2,96                    |
|                            | Indipendente                           | Stephen Black              | 261                     | 0,74                    |
|                            | Alliance for Democracy and Freedom     | Kim Knight                 | 183                     | 0,52                    |
|                            |                                        |                            |                         |                         |
| Iscritti                   | Iscritti                               | Iscritti                   | 77 459                  | 100,00                  |
| ↳ Votanti (% su iscritti)  | ↳ Votanti (% su iscritti)              | ↳ Votanti (% su iscritti)  | 35 180                  | 45,42                   |
| ↳ Astenuti (% su iscritti) | ↳ Astenuti (% su iscritti)             | ↳ Astenuti (% su iscritti) | 42 279                  | 54,58                   |
|                            |                                        |                            |                         |                         |
|                            | Esito: collegio confermato a Laburista |                            |                         |                         |

| Partito                    | Partito                                           | Candidato                  | Risultati 2 maggio 2024 | Risultati 2 maggio 2024 |
| Partito                    | Partito                                           | Candidato                  | Voti                    | %                       |
| -------------------------- | ------------------------------------------------- | -------------------------- | ----------------------- | ----------------------- |
|                            | Laburista                                         | Chris Webb                 | 10 825                  | 58,91                   |
|                            | Conservatore                                      | David Jones                | 3 218                   | 17,51                   |
|                            | Reform UK                                         | Mark Butcher               | 3 101                   | 16,88                   |
|                            | Lib Dem                                           | Andrew Cregan              | 387                     | 2,11                    |
|                            | Verdi                                             | Ben Thomas                 | 368                     | 2,00                    |
|                            | Indipendente                                      | Stephen Black              | 163                     | 0,89                    |
|                            | Alliance for Democracy and Freedom                | Kim Knight                 | 147                     | 0,80                    |
|                            | Monster Raving Loony                              | Howling Laud Hope          | 121                     | 0,66                    |
|                            | New Open Non- Political Organised Leadership      | Damon Sharp                | 45                      | 0,24                    |
|                            |                                                   |                            |                         |                         |
| Iscritti                   | Iscritti                                          | Iscritti                   | 56 763                  | 100,00                  |
| ↳ Votanti (% su iscritti)  | ↳ Votanti (% su iscritti)                         | ↳ Votanti (% su iscritti)  | 18 448                  | 32,50                   |
| ↳ Astenuti (% su iscritti) | ↳ Astenuti (% su iscritti)                        | ↳ Astenuti (% su iscritti) | 38 315                  | 67,50                   |
|                            |                                                   |                            |                         |                         |
|                            | Esito: collegio passa da Conservatore a Laburista |                            |                         |                         |

### Elezioni negli anni 2010
| Partito                    | Partito                                           | Candidato                  | Risultati 12 dicembre 2019 | Risultati 12 dicembre 2019 |
| Partito                    | Partito                                           | Candidato                  | Voti                       | %                          |
| -------------------------- | ------------------------------------------------- | -------------------------- | -------------------------- | -------------------------- |
|                            | Conservatore                                      | Scott Benton               | 16 247                     | 49,62                      |
|                            | Laburista                                         | Gordon Marsden             | 12 557                     | 38,35                      |
|                            | Brexit                                            | David Brown                | 2 009                      | 6,14                       |
|                            | Lib Dem                                           | Bill Greene                | 1 008                      | 3,08                       |
|                            | Verdi                                             | Becky Daniels              | 563                        | 1,72                       |
|                            | Indipendente                                      | Gary Coleman               | 358                        | 1,09                       |
|                            |                                                   |                            |                            |                            |
| Iscritti                   | Iscritti                                          | Iscritti                   | 57 690                     | 100,00                     |
| ↳ Votanti (% su iscritti)  | ↳ Votanti (% su iscritti)                         | ↳ Votanti (% su iscritti)  | 32 752                     | 56,77                      |
| ↳ Astenuti (% su iscritti) | ↳ Astenuti (% su iscritti)                        | ↳ Astenuti (% su iscritti) | 24 938                     | 43,23                      |
|                            |                                                   |                            |                            |                            |
|                            | Esito: collegio passa da Laburista a Conservatore |                            |                            |                            |

| Partito                    | Partito                                | Candidato                  | Risultati 8 giugno 2017 | Risultati 8 giugno 2017 |
| Partito                    | Partito                                | Candidato                  | Voti                    | %                       |
| -------------------------- | -------------------------------------- | -------------------------- | ----------------------- | ----------------------- |
|                            | Laburista                              | Gordon Marsden             | 17 581                  | 50,30                   |
|                            | Conservatore                           | Peter Anthony              | 15 058                  | 43,08                   |
|                            | UKIP                                   | Noel Matthews              | 1 339                   | 3,83                    |
|                            | Lib Dem                                | Bill Greene                | 634                     | 1,81                    |
|                            | Verdi                                  | John Warnock               | 341                     | 0,98                    |
|                            |                                        |                            |                         |                         |
| Iscritti                   | Iscritti                               | Iscritti                   | 58 449                  | 100,00                  |
| ↳ Votanti (% su iscritti)  | ↳ Votanti (% su iscritti)              | ↳ Votanti (% su iscritti)  | 34 953                  | 59,80                   |
| ↳ Astenuti (% su iscritti) | ↳ Astenuti (% su iscritti)             | ↳ Astenuti (% su iscritti) | 23 496                  | 40,20                   |
|                            |                                        |                            |                         |                         |
|                            | Esito: collegio confermato a Laburista |                            |                         |                         |

| Partito                    | Partito                                | Candidato                  | Risultati 7 maggio 2015 | Risultati 7 maggio 2015 |
| Partito                    | Partito                                | Candidato                  | Voti                    | %                       |
| -------------------------- | -------------------------------------- | -------------------------- | ----------------------- | ----------------------- |
|                            | Laburista                              | Gordon Marsden             | 13 548                  | 41,77                   |
|                            | Conservatore                           | Peter Anthony              | 10 963                  | 33,80                   |
|                            | UKIP                                   | Peter Wood                 | 5 613                   | 17,31                   |
|                            | Verdi                                  | Duncan Royle               | 841                     | 2,59                    |
|                            | Lib Dem                                | Bill Greene                | 741                     | 2,28                    |
|                            | Indipendente                           | Andy Higgins               | 655                     | 2,02                    |
|                            | Indipendente                           | Lawrence Chard             | 73                      | 0,23                    |
|                            |                                        |                            |                         |                         |
| Iscritti                   | Iscritti                               | Iscritti                   | 57 408                  | 100,00                  |
| ↳ Votanti (% su iscritti)  | ↳ Votanti (% su iscritti)              | ↳ Votanti (% su iscritti)  | 32 436                  | 56,50                   |
| ↳ Astenuti (% su iscritti) | ↳ Astenuti (% su iscritti)             | ↳ Astenuti (% su iscritti) | 24 972                  | 43,50                   |
|                            |                                        |                            |                         |                         |
|                            | Esito: collegio confermato a Laburista |                            |                         |                         |

| Partito                    | Partito                                | Candidato                  | Risultati 6 maggio 2010 | Risultati 6 maggio 2010 |
| Partito                    | Partito                                | Candidato                  | Voti                    | %                       |
| -------------------------- | -------------------------------------- | -------------------------- | ----------------------- | ----------------------- |
|                            | Laburista                              | Gordon Marsden             | 14 449                  | 41,06                   |
|                            | Conservatore                           | Ron Bell                   | 12 597                  | 35,80                   |
|                            | Lib Dem                                | Andrew Rankine             | 5 082                   | 14,44                   |
|                            | BNP                                    | DRoy Goodwin               | 1 482                   | 4,21                    |
|                            | UKIP                                   | Hugh Howitt                | 1 352                   | 3,84                    |
|                            | Integrity UK                           | Si Thu Tun                 | 230                     | 0,65                    |
|                            |                                        |                            |                         |                         |
| Iscritti                   | Iscritti                               | Iscritti                   | 63 068                  | 100,00                  |
| ↳ Votanti (% su iscritti)  | ↳ Votanti (% su iscritti)              | ↳ Votanti (% su iscritti)  | 35 192                  | 55,80                   |
| ↳ Astenuti (% su iscritti) | ↳ Astenuti (% su iscritti)             | ↳ Astenuti (% su iscritti) | 27 876                  | 44,20                   |
|                            |                                        |                            |                         |                         |
|                            | Esito: collegio confermato a Laburista |                            |                         |                         |

### Elezioni negli anni 2000
| Partito                    | Partito                                | Candidato                  | Risultati 5 maggio 2005 | Risultati 5 maggio 2005 |
| Partito                    | Partito                                | Candidato                  | Voti                    | %                       |
| -------------------------- | -------------------------------------- | -------------------------- | ----------------------- | ----------------------- |
|                            | Laburista                              | Gordon Marsden             | 19 375                  | 50,53                   |
|                            | Conservatore                           | Michael Winstanley         | 11 453                  | 29,87                   |
|                            | Lib Dem                                | Doreen Holt                | 5 552                   | 14,48                   |
|                            | BNP                                    | Roy Goodwin                | 1 113                   | 2,90                    |
|                            | UKIP                                   | John Porter                | 849                     | 2,21                    |
|                            |                                        |                            |                         |                         |
| Iscritti                   | Iscritti                               | Iscritti                   | 73 593                  | 100,00                  |
| ↳ Votanti (% su iscritti)  | ↳ Votanti (% su iscritti)              | ↳ Votanti (% su iscritti)  | 38 342                  | 52,10                   |
| ↳ Astenuti (% su iscritti) | ↳ Astenuti (% su iscritti)             | ↳ Astenuti (% su iscritti) | 35 251                  | 47,90                   |
|                            |                                        |                            |                         |                         |
|                            | Esito: collegio confermato a Laburista |                            |                         |                         |

| Partito                    | Partito                                | Candidato                  | Risultati 7 giugno 2001 | Risultati 7 giugno 2001 |
| Partito                    | Partito                                | Candidato                  | Voti                    | %                       |
| -------------------------- | -------------------------------------- | -------------------------- | ----------------------- | ----------------------- |
|                            | Laburista                              | Gordon Marsden             | 21 060                  | 54,29                   |
|                            | Conservatore                           | David Morris               | 12 798                  | 32,99                   |
|                            | Lib Dem                                | Doreen Holt                | 4 115                   | 10,61                   |
|                            | UKIP                                   | Valerie Cowell             | 819                     | 2,11                    |
|                            |                                        |                            |                         |                         |
| Iscritti                   | Iscritti                               | Iscritti                   | 74 314                  | 100,00                  |
| ↳ Votanti (% su iscritti)  | ↳ Votanti (% su iscritti)              | ↳ Votanti (% su iscritti)  | 38 792                  | 52,20                   |
| ↳ Astenuti (% su iscritti) | ↳ Astenuti (% su iscritti)             | ↳ Astenuti (% su iscritti) | 35 522                  | 47,80                   |
|                            |                                        |                            |                         |                         |
|                            | Esito: collegio confermato a Laburista |                            |                         |                         |

## Risultati dei referendum

### Referendum sulla permanenza del Regno Unito nell'Unione europea del 2016
|             | Collegio        | Lasciare UE % | Rimanere in UE % |
| ----------- | --------------- | ------------- | ---------------- |
|             | Blackpool South | 67,8%         | 32,2%            |
| Inghilterra | 53,3%           | 46,7%         |                  |
| Regno Unito | 51,9%           | 48,1%         |                  |